# Fabbroni (cráter)
Fabbroni es un pequeño cráter de impacto lunar, que se encuentra junto al borde norte del Mare Tranquillitatis, al este del espacio donde el mar lunar se une con el Mare Serenitatis en el norte. Hacia el sureste se encuentra el cráter Vitruvius. Fabbroni fue denominado Vitruvius E, antes de ser rebautizado por la UAI.
| Localización de Fabbroni |

La forma del cráter es circular por el exterior, con un interior cónico, donde las paredes descienden hacia una pequeña planicie en el interior. El borde norte del cráter se encuentra junto al flanco sureste del Mons Argaeus.